# Marwan Issa

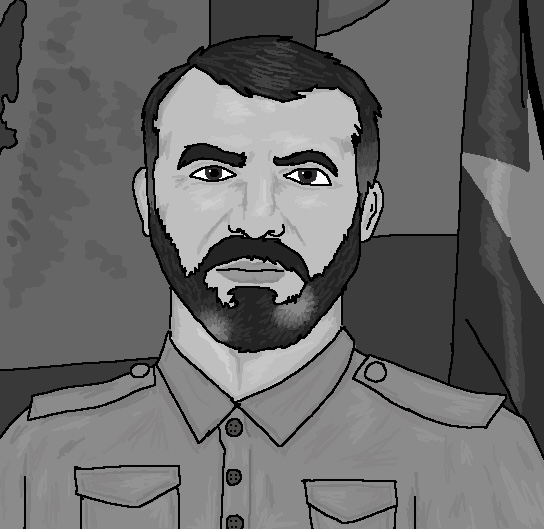
Rekonstruktion von Marwan Issa

Marwan Abdel Karim Ali Issa (arabisch مروان عبد الكريم علي عيسى, DMG Marwān ʿAbd al-Karīm ʿAlī ʿĪsā; * 1965 im Flüchtlingslager Bureidsch im Gazastreifen; † 10. März 2024 im Flüchtlingslager Nuseirat), bekannt als Abu Al-Baraa (arabisch أبو البراء, DMG Abū l-Barāʾ), war der stellvertretende Führer der Qassam-Brigaden der Terrororganisation Hamas.

## Leben

### Kindheit und Herkunft
Marwan Issa wurde 1965 im Flüchtlingslager Bureidsch in Gaza als Sohn von Abdul Karim Ali Issa (Abu Adnan) geboren. Seine Familie stammt ursprünglich aus Beit Tima in der Nähe von Aschkelon im heutigen Israel und floh im Zuge der Kriegsereignisse 1949 in den damals ägyptisch besetzten Gazastreifen. Er besuchte  Grund- und Sekundarschulen im Gazastreifen.

### Politische Tätigkeiten
Bevor die Hamas gegründet wurde, war Issa Mitglied der Muslimbruderschaft. Auch entwickelte er sich zu einem herausragenden Basketballspieler. Er schloss sich der Hamas-Bewegung unmittelbar nach ihrer Gründung an und beteiligte sich an der Umsetzung ihrer nationalen Aktivitäten im Gazastreifen. Zwischen 1987 und 1993 hielt Israel ihn während der ersten Intifada  fünf Jahre lang in Haft, aufgrund seiner organisatorischen Tätigkeit in den Reihen der Hamas. 1996 nahm er zusammen mit anderen Terroristen der Hamas wie Mohammed Deif, Hassan Salama und anderen an Vergeltungsoperationen für die Ermordung des Hamas-Terroristen Yahya Ayyasch teil. Anschließend wurde er 1997 von der Palästinensischen Autonomiebehörde bis zum Ausbruch der zweiten Intifada im Jahr 2000 inhaftiert.

### Nach der Haft als Mitglied der Hamas
Als Issa freigelassen wurde, gab er den Basketballsport auf und schloss sich den Qassam-Brigaden an, dem militärischen Flügel der Hamas. Seit seinem Beitritt stieg er immer weiter auf und wurde zu einem der Entscheider über Operationen und Kämpfe. Er stand er auf der israelischen Liste der meistgesuchten Personen und wurde verletzt, als Israel 2006 versuchte, ihn zu töten. Nach dem Tod von Ahmed al-Dschabari bei einem israelischen Angriff im Jahr 2012 wurde Issa zum stellvertretenden Anführer der Brigaden unter Mohammed Deif ernannt und dient seitdem als Vertreter der Brigaden im Politbüro der Hamas.
Marwan Issas Name blieb bis zum September 2005 unbekannt, als zehn Tage vor dem israelischen Rückzug aus Gaza er in einer Erklärung offiziell als einer der „Namen der Anführer der ersten Reihe der Qassam-Brigaden“ bekannt gegeben wurde. Während Kampfhandlungen mit Israel im Gazastreifen 2009 litt sein 9-jähriger Sohn Baraa an Nierenversagen. Ihm wurde die Reise zur Behandlung außerhalb des Gazastreifens verwehrt und Baraa starb an den Folgen der Krankheit.
Bis 2011 war sein Gesicht nicht in der Öffentlichkeit bekannt, als er auf einem Gruppenfoto von israelischen Behörden identifiziert wurde. Das Foto entstand anlässlich des Empfangs von Gefangenen, die im Rahmen eines Abkommens im Austausch gegen den israelischen Soldaten Gilad Schalit freigelassen wurden. In jeweils den Jahren 2014 und 2021 zerstörten israelische Kampfflugzeuge sein Haus, während dieser Angriffe starb auch sein Bruder Wael.
Im Jahr 2015 trat er auf einer wissenschaftlichen Konferenz in Gaza auf, die von der Universität Rabat organisiert wurde. Er sprach dabei über die Bemühungen der Hamas, ihre Macht zu stärken und Bündnisse mit denen zu schließen, die sie mit Waffen versorgen könnten. Er kommentierte die Entscheidung eines ägyptischen Gerichts, die Hamas als „terroristische Organisation“ einzustufen. Er sagte, dass „alle regionalen und internationalen Versuche, die Hamas und ihren militärischen Arm zu belagern, scheitern werden“. Das Gericht zog seine Entscheidung drei Monate nach dieser Aussage zurück. 2017 traf Issa als Teil einer militärisch-politischen Delegation in Ägypten ein, um Verhandlungen über den Austausch von Gefangenen aufzunehmen. Im selben Jahr wurde er zum Mitglied des Politbüros gewählt, das den militärischen Flügel der Bewegung vertritt. 2021 wurde er wiedergewählt. Am 20. September 2019 wurde er von den Vereinigten Staaten als Terrorist gelistet.
Im März 2023 warnte Marwan Issa vor einem „Erdbeben in der Region“, falls die Al-Aqsa-Moschee angegriffen werden sollte. Während des Terrorangriffs der Hamas auf Israel 2023 leitete er die Spezialeinheiten und Kommandos zu Lande und zu Wasser, als Hamas-Terroristen den Grenzzaun von Gaza durchbrachen und israelische Dörfer stürmten.
Im Dezember 2023 setzte die EU ihn mit Mohammed Deif auf ihre Terrorliste. Issa wurde im März 2024 bei einem israelischen Luftangriff getötet.

## Familie
Issas ältester Sohn Baraa' starb 2009, nachdem Ägypten ihm die Einreise aus dem Gazastreifen zur medizinischen Behandlung verweigert hatte.
Issas Sohn Muhammad wurde im Dezember 2023 bei einem Luftangriff im Gazastreifen während des Krieges mit der Hamas getötet.